# Никольский, Альберт
Альбе́рт Нико́льский (латыш. Alberts Nikoļskis; 8 декабря 1980, Рига) — латвийский футболист, вратарь клуба «Гулбене».

## Карьера
Свою футбольную карьеру Альберт Никольский начал тогда ещё в рижской «Ауде», и в 2002 году вместе с клубом дебютировал в Высшей лиге Латвии. После своего дебютного сезона Альберт Никольский перешёл в ряды «Риги», в составе которой выступал вплоть до 2008 года.
В начале 2008 года Альберт Никольский присоединился к даугавпилсскому «Динабургу», но попасть в основной состав ему так и не удалось, поэтому летом 2009 года он присоединился к клубу Первой лиги — «Юрмала».
Перед началом сезона 2010 года Альберт Никольский перешёл в «Гулбене», с которым занял 1-е место в Первой лиге Латвии и вышел в Высшую лигу.

## Достижения
- Бронзовый призёр чемпионата Латвии (1): 2007.
- Чемпион Первой лиги Латвии (2): 2001, 2010.